# Герцогство Крайна
Крайна или Краинское герцогство (словен. Krajina, vojvodstvo Kranjsko, нем. Herzogtum Krain, лат. Carnia, Carniolia) — с 1364 года по 1918 год административная единица Священной Римской империи, затем герцогство и коронная земля Австро-Венгерской монархии, принадлежала к цислейтанской её части, граничила на севере с Каринтией и Штирией, на востоке и юго-востоке с Хорватией, на юге с Истрией, на западе с Герцем и Градиска, занимая на 1909 год пространство в 9 956 км², с 508 000 жителей.
С 972 года Крайна отдельное маркграфство, после многочисленных войн, с 1335 года её часть, а с 1374 года она вся была окончательно присоединена к герцогству Австрийскому, за исключением 1806–1813 годов, когда она принадлежала Франции. На конец XIX столетия, в Цислейтании коронная земля (земля австрийской короны) Герцогство Крайна занимало площадь в 10 032,64 квадратных километра, и проживало на них 481 243 жителя. После Великой войны земли герцогства вошли в Государство словенцев, хорватов и сербов.

## География
Герцогство Крайна исторически подразделялось на три части: Верхнюю (словен. Gorensko), Нижнюю (словен. Dolensko) и Внутреннюю (словен. Notransko). Эта область граничила на севере с Каринтией и Штирией, на востоке и юго-востоке с Хорватией, на юге с Истрией и на западе с Горицей и Градишкой.
Рельеф Крайны, как и современной Словении, был преимущественно горным: на севере на её территорию вторгались восточные отроги Южных Альп — хребет Караванке и Камницкие Альпы с вершиной Гринтовец (2559 м), — а южнее Юлийские Альпы и известняковое плато Карст (словен. Kras), известное своими карстовыми пещерами. От Хорватии Крайну отделяли Ускокские горы (максимальная высота — 1181 м).
Основными реками Крайны были Соча (бассейн Адриатического моря) и Сава с притоками, в свою очередь впадающая в Дунай вне территории области, а также Река, в части своего протяжения протекавшая по карстовым пустотам в направлении Италии. Частично подземной была и Любляница (нем. Laibach), приток Савы, на которой стоит город Любляна и которую из-за этой особенности энциклопедический словарь Брокгауза и Ефрона отождествлял с Рекой. В целом водные ресурсы Крайны были бедней, чем в соседних областях империи.
За счёт близости моря и наличия гор, не пропускающих холодный воздух с севера и задерживающих воздушные потоки, идущие с юга, климат Крайны был мягким, а холодный и сильный северо-восточный ветер, бора проникал только в южные регионы страны в районе Адриатики.

## История

### Словенские земли до власти Габсбургов
Латинское название Крайны, Carniola, происходит от названия коренного населения её юго-западной части — ка́рнов жителей прорезываемой карнийскими Альпами области Carnia (н. Crain), кельтского происхождения. После прихода в верхний бассейн Савы племён словенов в VI веке эта территория стала в первой половине VII века частью славянской империи Само. В 748 году территория, после войн с Баварскими и Фриульским герцогами и аварами, была захвачена франками. Это положило начало христианизации и германизации региона, а наследные словенские князья были замещены франкскими наместниками Карла Великого — маркграфами.
В 952 году словенские земли вошли в состав крупного герцогства Карантания в составе Германо-римской империи. Позже, в X—XI веках, Карниола и Штирия откололись от Карантании, образовав самостоятельные марки.
С 972 года Крайна отдельное маркграфство (Виндская марка (Виндская Марка), так оно называлось от имени населявших его славян-виндов). В 1077 году власть над Карниольской маркой со столицей в городе Крайн (словен. Krajnj, нем. Krainburg) была дарована германо-римским императором Генрихом IV аквилейскому патриарху. В составе патриархата территория Крайны была расширена за счёт присоединения части соседних земель, с которыми вместе она носила наименование Carniola et Marchia (позже снова урезанное до Carniola). Крайна поочерёдно переходила в ленное владение герцогов Каринтийских и Меранских; лены каринтийских герцогов были позже унаследованы графами Ортенбургскими.
В 1233 году германо-римский император отдал Крайну в ленное владение Фридриху II Австрийскому, в 1245 году объявившему себя герцогом Крайны. По смерти Фридриха II в 1246 году Крайной овладел Ульрих III, герцог Каринтийский, по-видимому, с согласия патриарха аквилейского; значение последнего в Крайне скоро стало падать, и Ульрих начал распоряжаться вполне самостоятельно. Наследником своим он назначил в 1268 году короля чешского Отакара II, однако в 1278 году тот потерпел поражение от Рудольфа Габсбурга, захватившего после этой победы Штирию, а через четыре года и Австрию.

### В составе государства Габсбургов (1335—1809)
В 1335 году император Людовик IV даровал земли Каринтии и Карниолы дому Габсбургов, чьим владением они оставались после этого до начала XX века (с перерывом в 1809—1813 годах). В 1364 году австрийский герцог Рудольф IV уже титуловался «герцогом Краинским».
Под властью Габсбургов процесс германизации Крайны продолжался, хотя в XIII веке словенский язык ещё обладал в Вене статусом официального, а среди австрийской знати было много носителей славянских имён. В следующем веке Рудольф IV переселил в Крайну, в город Кочевье (словен. Kočevje, нем. Gottschee) большое количество немцев. С XV по XVII век Крайна и соседние земли подвергались нападениям турок, что усугубляло недовольство местных жителей властью австрийцев и привело к серии крестьянских восстаний между 1478 и 1573 годом; все они были жестоко подавлены.
В этот период в Крайне укрепляется протестантизм, снова ожививший интерес к словенскому языку, на который были переведены священные тексты, начиная с 1555 года, когда Приможем Трубаром был сделан перевод Нового Завета. Священные книги издавались в том числе и с применением кириллического и глаголического шрифта. Всё это способствовало пробуждению словенского национального самосознания. Однако австрийские власти при поддержке иезуитов активно боролись с Реформацией, выкорчёвывая её, как ересь, и священные книги на словенском языке сжигались на кострах, пока католицизм не одержал в регионе полную победу.
В XVII веке в Крайне выплавлялась сталь, было налажено производство кожи, сукна и свинца. В германские княжества из этого региона поставлялись ртуть, мёд и медь, в Италию железо, шерсть и зерно, а также хозяйственные изделия, получая, в свою очередь, из Италии рыбу, шёлк и другие ткани и специи, а из Германии — шерсть, кожу и хозяйственные товары. Немецкий был официальным языком, хотя многие аристократы говорили по-итальянски, а языком простонародья был словенский. При императрице Марии Терезии и её сыне Иосифе II в XVIII веке процесс германизации словенских земель, сопутствующей централизации императорской власти, продолжался, но Иосиф, приверженный идеям просвещения, также способствовал введению всеобщего обязательного начального образования, в Крайне ведшегося на словенском языке. Уже в более поздний период, в 1808 году, Ернеем Копитаром была опубликована первая словенская грамматика в процессе синтеза литературного словенского языка из многочисленных местных наречий. Были начаты некоторые социальные реформы, проведена реформа церкви, частью которой стало упразднение Аквилейского патриархата и учреждение епархии в соседней Гориции.

### Иллирийские провинции
В 1809 году по итогам Шёнбруннского мира Австрия передала Наполеону земли на побережье Адриатики, включая и Крайну. Этот регион был преобразован им в так называемые Иллирийские провинции, с административным центром в Лайбахе (Любляна). Крайна стала одной из шести гражданских провинций. За время существования этого административного образования (с 1809 по 1813 год, когда решением Венского конгресса земли были возвращены в состав Австрии) был достигнут значительный социальный прогресс, улучшено дорожное сообщение, введён гражданский кодекс, сделаны шаги по развитию национальной культуры, но в то же время высокие налоги привели к сопротивлению новым властям.

### Иллирийское королевство и коронная земля Крайна
После возвращения отчуждённых в пользу Наполеона земель в состав Австрии четыре из Иллирийских провинций — Крайна, Каринтия, Истрия и Грёц — были объединены в 1816 году в Иллирийское королевство с административным центром в Лайбахе. Вскоре из состава нового королевства были исключены земли, до 1809 года относившиеся к Королевству Хорватия и теперь в него возвращённые.
В рамках нового административного образования продолжались процессы формирования национального самосознания словенцев. Во время и после «Весны народов» громче зазвучали требования административной и культурной автономии для Карниолы и Каринтии и их территориального объединения с другими славянскими провинциями империи. Учреждённое в Вене общество «Словения» сформулировало план создания под властью дома Габсбургов одноимённого автономного королевства. Этот план не был претворён в жизнь. Вместо этого Иллирийское королевство было упразднено, и на его месте созданы отдельные коронные земли, в каждой из которых действовало своё законодательное собрание.

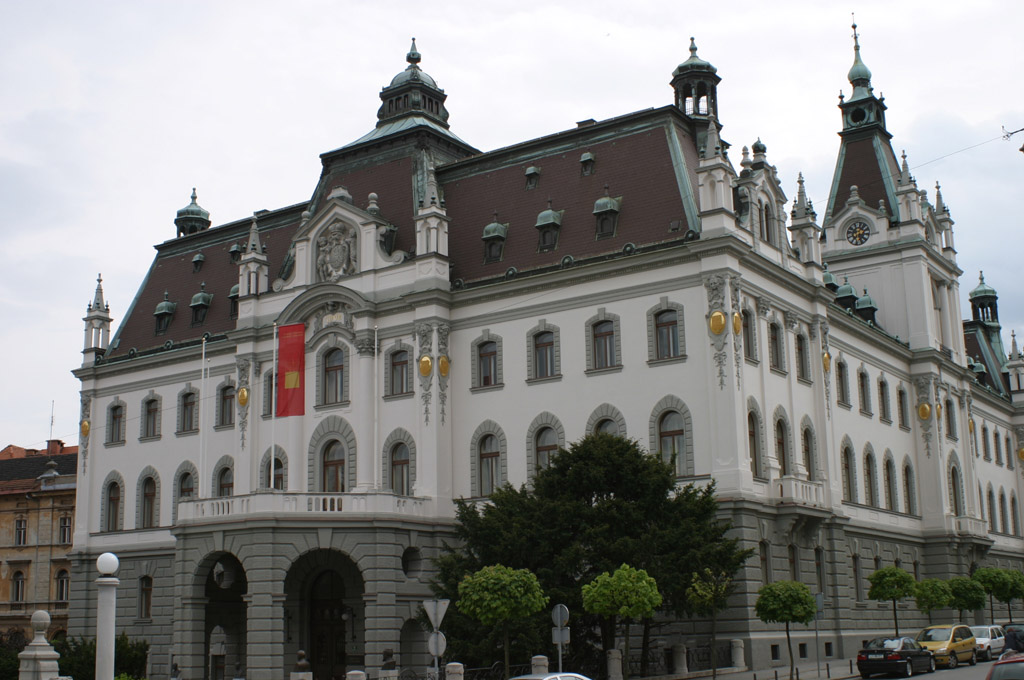
Здание законодательного собрания Крайны (после 1919 года передано Люблянскому университету).

По новой конституции Австро-Венгрии принципы формирования провинциальных сеймов были сформулированы так, что славянское большинство населения Крайны было представлено в её законодательном собрании меньшинством депутатов, а единственным официальным языком сейма оставался немецкий. С конца 60-х годов с новой силой возобновилось движение за создание автономной Словении, и немецкие круги в Крайне и метрополии были вынуждены к концу века пойти на значительные уступки в вопросах культуры, чтобы смягчить недовольство славянских подданных империи. В 1882 году словены впервые составили большинство в местном законодательном собрании и в городской управе Любляны, после чего начал подниматься уже вопрос о неадекватном представительстве славян в имперском Рейхсрате. Тем не менее, эти настроения, в силу относительного экономического благополучия Крайны, никогда не достигали такого накала, как в других славянских провинциях Австро-Венгрии, пока в начале XX века не были налажены тесные контакты с хорватскими диссидентами. Рост национализма был также связан с созданием в соседней Сербии в начале века демократического строя и с её победой в Балканских войнах. Напротив, аннексия Австро-Венгрией Боснии и Герцеговины в 1908 году вызвала в Крайне массовые беспорядки.
Герцогство Крайна было выделено из состава Австро-Венгрии по итогам мировой войны. Часть земель со славянским населением (Венеция-Джулия) была оккупирована Италией, а остальные вошли в состав Королевства сербов, хорватов и словенцев.

## Население и административное устройство
Население Крайны составляло в 1830 году 425 959 человек, в 1840 году — 443 634, в 1850 году — 463 956, в 1869 году — 466 334, в 1880 году — 481 243, в 1890 году — 498 958 человек, то есть 50 жителей на 1 км², из них мужчин 238 011, женщин 260 947. Прирост за 10 лет (1880—1890) составил 3,68 %. 94 % населения составляли словенцы, 5,66 % — немцы, незначительным меньшинством являлись сербы, хорваты и итальянцы. Более 99 % населения исповедовали католицизм.
Представительный орган — крайнское земельное собрание (слов. Kranjski deželni zbor, нем. Krainer Landtag) состояло из князя-епископа лайбахского, 10 депутатов от крупных землевладельцев, 8 депутатов от городов и промышленных пунктов, 2 депутатов торговой и ремесленной палаты в Любляне-Лайбахе и 16 депутатов от земских общин, всего 37 депутатов, которые, за исключением князя-епископа, избирались сроком на 7 лет. В палату депутатов австрийского Рейхсрата Крайна посылала 10 депутатов.
Крайна административно разделялась на 12 округов (один из них образован городом Лайбахом). Исполнительный орган — земельный комитет (слов. Deželni odbor) в Лайбахе, во главе с земельным губернатором (слов. Deželni glavar), а в Идрии действовала горная дирекция.

## Экономика
Данные об экономике Крайны приводятся по данным Энциклопедического словаря Брокгауза и Ефрона.

### Земледелие и лесоводство
Сельскохозяйственных земель Крайны было недостаточно, чтобы обеспечить полноценным питанием её население, и пищу его беднейшей части составляли гречиха и бобовые культуры в сочетании с лесными ягодами и кореньями. 17,2 % плодородной земли занимали луга, пашни — 14,8 %, горные пастбища — 15,7 %, лесные пространства — 44,4 %. Среди основных сельскохозяйственных культур преобладали пшеница, рожь, ячмень, овёс, кукуруза и картофель, а из технических культур — лён. На плато Карст было развито виноградарство и овощеводство, виноград также выращивался в долине реки Випава. Большое значение в хозяйстве Крайны имело лесоводство, на юге развивалось шелководство.
В 1890 году в Крайне насчитывалось около 24 тысяч лошадей (при значительно меньшем поголовье прочего гужевого скота), 227,6 тысяч голов крупного рогатого скота, 53,5 тысячи овец, 8,5 тысяч коз, 95 тысяч свиней и 49 тысяч ульев.

### Горное дело
В городе Идрия в Крайне располагалось одно из самых богатых ртутных месторождений в Европе. В 1891 году в Крайне было добыто 70 033 тонны ртутной руды, 7453 железной руды, 201 тонна свинцовой руды, 46 тонн цинковой, 1366 тонн марганцевой руды, 149 062 тонны бурого угля.
На заводах Крайны в год вырабатывалось 355 кг серебра, 570 тонн ртути, 6250 тонн крицы, 637 тонн свинца, 1302 тонны цинка, общей стоимостью свыше 2 миллионов флоринов.

### Промышленность, торговля, пути сообщения
Ткацкая промышленность Крайны занималась в первую очередь изготовлением холстов, полотна и грубых кружев, затем шерстяных изделий, фланели, грубых сукон. Было налажено производство дубленых кож, изделий из железа и дерева. Уже на рубеже веков в Крайне было построено много шоссейных дорог, действовала железнодорожная линия Вена-Лайбах-Триест и несколько местных железнодорожных линий.

## Образование
По данным Энциклопедического словаря Брокгауза и Ефрона, в Крайне действовали две гимназии, две прогимназии, одно реальное училище, один учительский институт, выпускавший педагогов обоих полов, 322 светских народных училища, 18 частных училищ, где в общей сложности насчитывалось 54,5 тысячи учеников; одно коммерческое училище, четыре профессиональных ремесленных училища, 13 ремесленных и три купеческих образовательных заведения, две музыкальных школы, одно сельскохозяйственное училище, одна ветеринарная школа, одна школа повивального искусства.